# باسي أكبان
باسي أكبان (بالإنجليزية: Bassey Akpan)‏ (6 يناير 1984 في نيجيريا - ) هو لاعب كرة قدم نيجيري في مركز حراسة المرمى. شارك مع منتخب نيجيريا لكرة القدم. أما مع النوادي، فقد لعب مع بايلسا يونايتد وشوتينغ ستارز وصن شاين ستارز وكوارا يونايتد ونادي هارتلاند ونادي هوانغ آنه جيا لاي وأبيا واريورز.

## وصلات خارجية
- باسي أكبان على موقع الاتحاد الدولي (مؤرشف)  (الإنجليزية)
- باسي أكبان على موقع قاعدة بيانات كرة القدم.إي يو (الإنجليزية)
- باسي أكبان على موقع ناشيونال فوتبول تيمز (الإنجليزية)
- باسي أكبان على موقع Soccerway.com (الإنجليزية)